# ŽRK Koka Varaždin
ŽRK Koka Varaždin ist ein Damenhandballverein aus der nordkroatischen Stadt Varaždin. Das Namenskürzel „ŽRK“ steht für „Ženski Rukometni Klub“, zu deutsch: Damenhandballverein.

## Geschichte
Am 19. Januar 1969 wurde mit dem Einstieg des Sponsors Koka entschieden, die Damenabteilung des Handballvereins RK Sloboda Varaždin auszugliedern. Der 1958 gegründete Verein Sloboda schwebte immer in finanziellen Schwierigkeiten, sodass dieser letztendlich gesplittet wurde. Die Fußballabteilung wurde weiter betrieben, der Männerhandball ging über zu RK Varteks Varaždin, die Damen gründeten sich in ŽRK Koka neu, während die Volleyballer weiterhin Bestand hatten.
Nach der Vereinsgründung übernahm man den Startplatz von Sloboda Varaždin in der Zagreber Regional Liga, in der man sich gleich die Meisterschaft sicherte. In der Kroatischen Liga (2. Jugoslawische Liga) wurde man im darauffolgenden Jahr zweiter, sicherte sich über die Relegation aber dann doch den Aufstieg in die 1. Jugoslawische Liga, in welcher man aber nur 1 Jahr verweilte.
Bis zum Zerfall von Jugoslawien spielte man meist in der 2. Jugoslawischen Liga, der Kroatischen Republikanischen Liga (3. Liga) und der kroatischen Regionalliga (4. Liga).
In der neu gegründeten Kroatischen Liga spielte man ab 1990 erst in der 1.B Liga, welche man 1998/99 als Meister abschließen konnte. Nach dem Aufstieg in die 1. kroatische Liga folgte 5 Jahre später auch wieder der Abstieg in Liga 2. Zwei Jahre später schaffte man den Wiederaufstieg in die erste Liga, in der man bis heute verweilt.

## Erfolge
- Meister 1. B liga Kroatien : 1998/99

- Pokal Kroatien : Finalist 2000/01

- Meisterschaft SR Kroatien (3. Jugoslawische Liga) :

```
   Meister: 1981
   Vizemeister : 1969
```

- Kroatische Republikanische Liga

```
   Meister : 1980/81
```

## Halle
Die Sporthalle von Varaždin befindet sich in der Straße Graberje 31, 42000, Varaždin. Die Tribüne befindet sich auf einer Seite der Halle. Außer vom Handballverein wird die Halle auch von der Realschule sowie von anderen Sportvereinen aus Varaždin genutzt.